# Joá
Joá é um bairro da Zona Oeste do município do Rio de Janeiro. É também o menor bairro da região administrativa da Barra da Tijuca, e o segundo bairro com a menor população do município, atrás apenas do Grumari. Atualmente, possui o maior IDH e a maior renda per capita do município, junto com a Barra da Tijuca. Possui também o metro quadrado mais caro entre os bairros da Zona Oeste, com valor médio de R$ 17.631/m². O preço médio das suas mansões é de R$ 12,65 milhões.

## Características

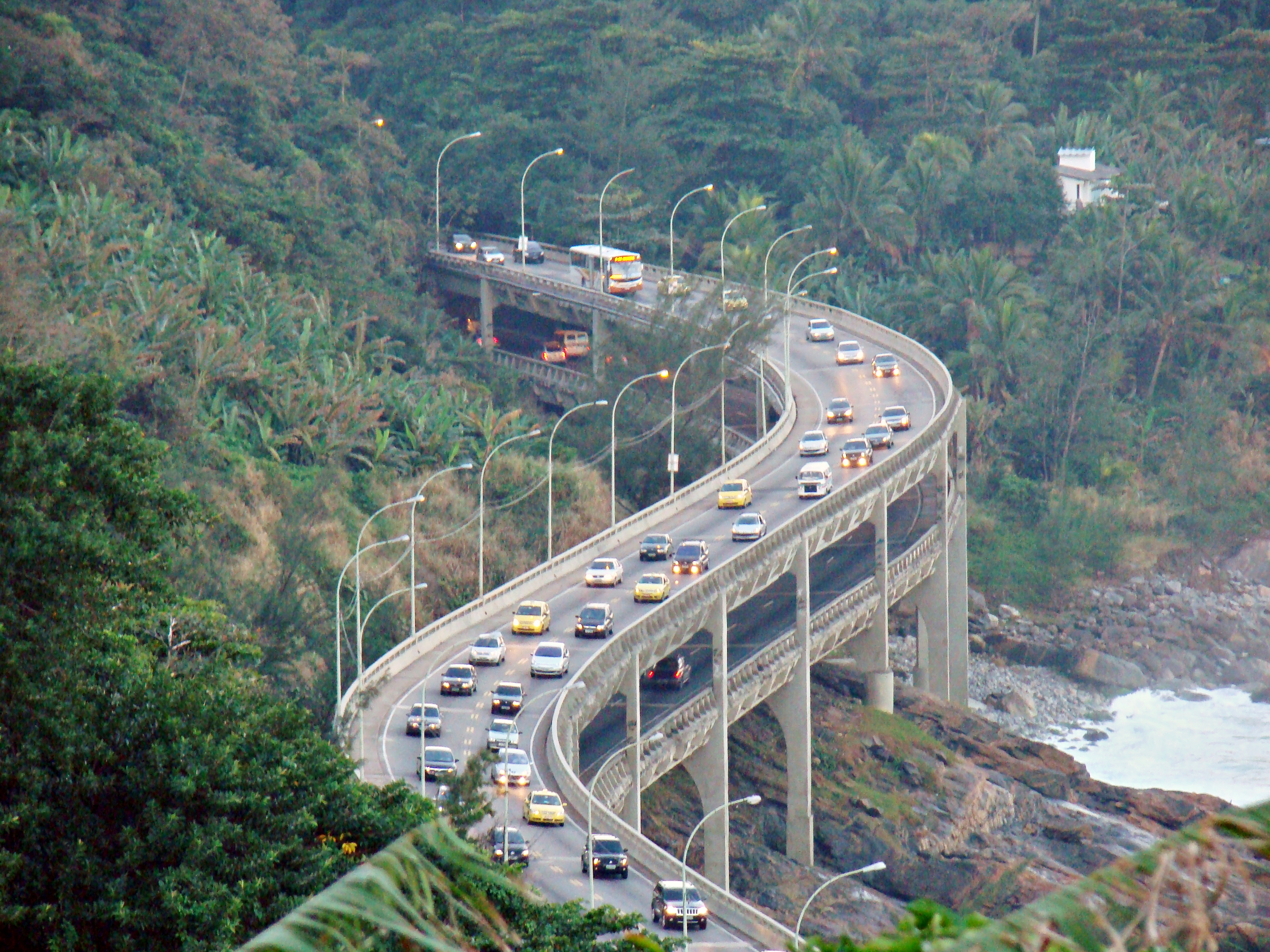
Elevado do Joá, ligação entre a Barra da Tijuca e a Zona Sul.

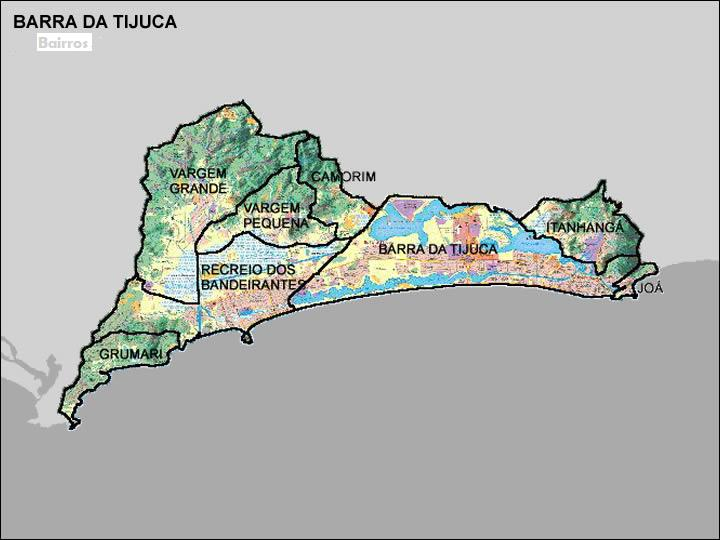
Mapa do Joá

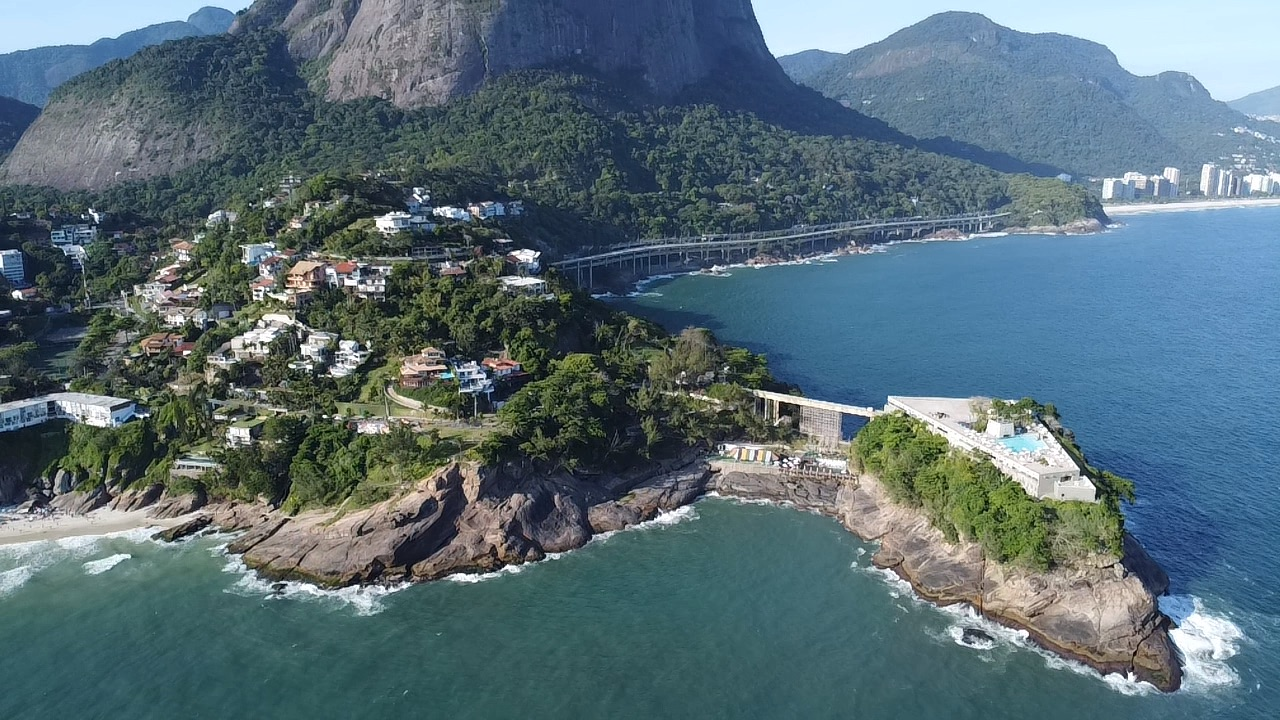
Vista aérea do bairro do Joá

Localizado na Zona Oeste do Rio de Janeiro, seu principal acesso é a Estrada do Joá, construída em 1929 pelo prefeito Antonio da Silva Prado Júnior, ligando o Largo da Barra a São Conrado. Outra via importante que passa pelo bairro, mas não dá acesso a ele, é a Autoestrada Lagoa-Barra, ligando São Conrado diretamente à Barra da Tijuca. No bairro, ela possui o Elevado das Bandeiras, considerado uma das mais belas vistas do Rio de Janeiro, e os túneis de São Conrado e do Joá.
Espremido entre o Oceano Atlântico e o paredão rochoso do Pico dos Quatro, o Joá é um bairro montanhoso, e por isto tem poucos habitantes, concentrados em sua maioria em condomínios construídos em cima do morro da Joatinga (em língua tupi, YUÁ, limoso, e TINGA, esbranquiçado).
Ponto importante de sua geografia é a Pedra da Gávea, cujo ponto culminante é um de seus limites. Já junto ao oceano, encontra-se a praia da Joatinga, localizada dentro de um condomínio mas de acesso livre ao público. Na ponta do Marisco, uma pequena península no fim da praia, está o clube Costa Brava, projeto de Ricardo e Renato Menescal, fundado em 1962.
A denominação, delimitação e codificação do bairro foram estabelecidas pelo Decreto nº 3.158, de 23 de julho de 1981, com as alterações do Decreto nº 5.280, de 23 de agosto de 1985. Atualmente está na Câmara Municipal do Rio de Janeiro um projeto de lei para ampliar os limites do bairro, anexando-lhe o sub-bairro da Barrinha, atualmente na Barra da Tijuca, criando, assim, o sub-bairro do Baixo Joá, fazendo limite com Itanhangá.[carece de fontes?]

## Importantes bairros próximos
- Barra da Tijuca
- São Conrado
- Itanhangá
- Jacarepaguá
- Recreio dos Bandeirantes